# 白尾多棘鱗魨
白尾多棘鱗魨，又稱白尾鼓氣鱗魨，為輻鰭魚綱魨形目鱗魨亞目鱗魨科的其中一種，為熱帶海水魚，分布於西印度洋紅海至阿曼灣海域，棲息深度2-20公尺，本魚體呈長橢圓形，尾柄短，體色為灰褐色為主，腹部顏色較淡，吻部白色，尾鰭黑色，鑲白色邊緣，近尾柄處有數縱列黑色小突起，體長可達22公分，棲息在珊瑚碎石的開放水域，生活習性不明。